# HMS Otus (1962)
HMS Otus był okrętem podwodnym Royal Navy typu Oberon zwodowanym w 1962. Okręt został wycofany ze służby w latach 90.  i jest obecnie okrętem muzeum w Niemczech.

## Budowa
Został zbudowany w 1962 w stoczni Scotts Yard w Greenock, w Szkocji. Testy podwodne przeszedł w wodach szkockich, głównie w Loch Long i Loch Fyne. Jego numer taktyczny (S18) był wymalowany białą farbą na kiosku do 1964 roku kiedy znakowanie w ten sposób okrętów zostało zaniechane.

## Służba w Royal Navy
Pierwszym zadaniem „Otusa” było między innymi przeprowadzenie dużych ćwiczeń rakietowych na Oceanie Atlantyckim oraz wizyta w USA i Kanadzie.
„Otus” brał udział w 1977 w Srebrnym Jubileuszu floty na akwenie Spithead, gdzie był częścią flotylli okrętów podwodnych.
Okręt uczestniczył w operacji Granby podczas I wojny w zatoce perskiej.

## Ćwiczenia ucieczki na dużej głębokości
W lipcu 1987 roku grupa brytyjskich i międzynarodowych podwodniaków wzięła udział w ćwiczeniach na pokładzie „Otusa” w Bjornafjorden niedaleko Bergen w Norwegii. Sprawdzali oni na coraz większych głębokościach jak wiele może wytrzymać człowiek. Dwóch nurków doszło do głębokości 183 metrów ustanawiając nowy rekord świata, który do dzisiaj nie został pobity. Obaj nie odnieśli żadnych długofalowych powikłań zdrowotnych i zostali uhonorowani przez Imperium Brytyjskie za ten wyczyn.

## Wycofanie ze służby i stworzenie Muzeum
„Otus” został wycofany ze służby we wczesnych latach 90. i pozostawał w Portsmouth przez kilka lat. Został on później zakupiony przez niemieckiego biznesmena, który zacumował go w porcie Sassnitz na wyspie Rugia w Niemczech aby pełnił rolę pływającego morskiego muzeum.

## Dowódcy okrętu
| Od   | Do   | Kapitan                           |
| ---- | ---- | --------------------------------- |
| 1977 | 1977 | Lieutenant N D V Robertson        |
| 1979 | 1979 | Lieutenant Commander P R Anderson |